# Bedburg
Bedburg är en stad i Rhein-Erft-Kreis i Regierungsbezirk Köln i förbundslandet Nordrhein-Westfalen i Tyskland.